# Instytut Informatyki Politechniki Warszawskiej
Instytut Informatyki Politechniki Warszawskiej (II PW) – instytut naukowy i dydaktyczny Politechniki Warszawskiej, składa się z zakładów prowadzących działalność naukowo-badawczą i dydaktyczną.
Instytut wchodzi w skład Wydziału Elektroniki i Technik Informacyjnych; mieści się w Warszawie przy ulicy Nowowiejskiej w gmachu im. prof. Janusza Groszkowskiego (vis-à-vis Gmachu Głównego Politechniki).

## W skład Instytutu wchodzą[2]
- Zakład Grafiki Komputerowej
- Zakład Systemów Informacyjnych
- Zakład Sztucznej Inteligencji
- Zakład Oprogramowania i Architektury Komputerów